# Acacia semicircinalis
Acacia semicircinalis là một loài thực vật có hoa trong họ Đậu. Loài này được Maiden & Blakeley miêu tả khoa học đầu tiên.